# Jégkorong a 2015. évi téli európai ifjúsági olimpiai fesztiválon
A 2015. évi téli európai ifjúsági olimpiai fesztivál jégkorong mérkőzéseit Ausztriában, Tschaggunsban, a Montafon Aktivpark-ban rendezték január 26. és 30-a között.

## Érmesek
| A 2015. évi téli európai ifjúsági olimpiai fesztivál érmesei férfi jégkorongban | A 2015. évi téli európai ifjúsági olimpiai fesztivál érmesei férfi jégkorongban | A 2015. évi téli európai ifjúsági olimpiai fesztivál érmesei férfi jégkorongban | A 2015. évi téli európai ifjúsági olimpiai fesztivál érmesei férfi jégkorongban |
| --- | --- | --- | ------------------------------------------------------------------------------- |
| Arany | Ezüst | Bronz |                                                                                 |
| Oroszország · Mikhail Sergachev · Maksim Plekhov · Vatalii Abramov · Mikhail Meshcheryakov · Maxim Bain · Dmitry Grishchenko · Aleksandr Iakovenko · Nikita Popugaev · Georgii Ivanov · Dmitry Sokolov · Artem Minulin · Dimitrii Alekseev · Artem Ivanyuzhenkov · Igor Geraskin · Platon Popov · Alexsander Podkorytov · Artem Manukian · Mikhail Berdin · Maksim Kaliaev | Csehország · Frantisek Hrdinka · Marek Zachar · Matyas Kacirek · Kristian Reichel · Lukas Doudera · Vojtech Budik · Radovan Pavlik · Ondrej Vala · David Kofron · Ondrej Najman · Ondrej Kachyna · Matous Belohorsky · Matyas Kantner · Petr Kodytek · Daniel Novak · Martin Havelka · Jiri Karafiat · Tomas Smerha · Adam Brizgala · Josef Korenar | Finnország · Sami Moilanen · Otto Makinen · Janne Kuokkanen · Juuso Valimaki · Olli Juolevi · Markus Niemelainen · Tarmo Reunanen · Kristian Vesalainen · Eetu Tuulola · Aapeli Rasanen · Niclas Almari · Riku Sihvonen · Otto Koivula · Urho Vaakanainen · Juha Jaaska · Joona Koppanen · Pete Niemi · Leevi Laakso · Niilo Halonen |                                                                                 |

## Csoportkör

### A csoport
| Nemzet     | M | Gy | HGy | HV | V | G+ | G- | Gk | P |
| ---------- | - | -- | --- | -- | - | -- | -- | -- | - |
| Csehország | 2 | 2  | 0   | 0  | 0 | 11 | 3  | +8 | 6 |
| Svájc      | 2 | 0  | 1   | 0  | 1 | 4  | 9  | -5 | 2 |
| Szlovákia  | 2 | 0  | 0   | 1  | 1 | 2  | 5  | -3 | 1 |

| 2015. január 26. 15:00 | Csehország | 8–2 (2–1, 4–0, 2–1) | Svájc | Montafon Aktivpark, Tschagguns Nézőszám: 350 |

| Jegyzőkönyv | Jegyzőkönyv | Jegyzőkönyv                                          | Jegyzőkönyv | Jegyzőkönyv                                                                       |
| --- | ----------- | ---------------------------------------------------- | ----------- | --------------------------------------------------------------------------------- |
| |             |                                                      |             | Játékvezetők: Thomas Berneker Florian Hofer Vonalbírók: Florian Feix Patrick Kalb |
| \| Ondrej Vala (EQ) – 07:23 / Martin Havelka (PP) – 13:34 / David Kofron (EQ) – 29:02 / Matous Belohorsky (PP) – 33:08 / Kristian Reichel (EQ) – 34:37 / Vojtech Budik (EQ) – 37:57 / Radovan Pavlik (EQ) – 48:35 / Matyas Kantner (EQ) – 52:00 \| Gólok \| 08:56 – (EQ) Lee Roberts / 51:22 – (EQ) Fabian Berni \| |             |                                                      |             |                                                                                   |
| 22 perc | Büntetések  | 39 perc                                              |             |                                                                                   |
| 51 | Lövések     | 27                                                   |             |                                                                                   |
| Ondrej Vala (EQ) – 07:23 / Martin Havelka (PP) – 13:34 / David Kofron (EQ) – 29:02 / Matous Belohorsky (PP) – 33:08 / Kristian Reichel (EQ) – 34:37 / Vojtech Budik (EQ) – 37:57 / Radovan Pavlik (EQ) – 48:35 / Matyas Kantner (EQ) – 52:00                                                                        | Gólok       | 08:56 – (EQ) Lee Roberts / 51:22 – (EQ) Fabian Berni |             |                                                                                   |

| 2015. január 27. 15:00 | Svájc | 2–1 (1–1, 0–0, 0–0) (h.u.: 1–0) | Szlovákia | Montafon Aktivpark, Tschagguns Nézőszám: 800 |

| Jegyzőkönyv | Jegyzőkönyv | Jegyzőkönyv                   | Jegyzőkönyv | Jegyzőkönyv                                                                           |
| --- | ----------- | ----------------------------- | ----------- | ------------------------------------------------------------------------------------- |
| |             |                               |             | Játékvezetők: Michael Graber Kristijan Nikolic Vonalbírók: Florian Feix Daniel Marent |
| \| Philipp Kurashev – (PP2) 14:23 / Philipp Kurashev – (EQ) 60:41 \| Gólok \| 11:10 (EQ) – Rastislav Vaclav \| |             |                               |             |                                                                                       |
| 4 perc | Büntetések  | 14 perc                       |             |                                                                                       |
| 37 | Lövések     | 20                            |             |                                                                                       |
| Philipp Kurashev – (PP2) 14:23 / Philipp Kurashev – (EQ) 60:41                                                 | Gólok       | 11:10 (EQ) – Rastislav Vaclav |             |                                                                                       |

| 2015. január 28. 15:00 | Szlovákia | 1–3 (0–2, 1–0, 0–1) | Csehország | Montafon Aktivpark, Tschagguns Nézőszám: 500 |

| Jegyzőkönyv | Jegyzőkönyv | Jegyzőkönyv                                                                        | Jegyzőkönyv | Jegyzőkönyv                                                                         |
| --- | ----------- | ---------------------------------------------------------------------------------- | ----------- | ----------------------------------------------------------------------------------- |
| |             |                                                                                    |             | Játékvezetők: Thomas Berneker Michael Graber Vonalbírók: Patrick Kalb Daniel Marent |
| \| Marian Studenic – (EQ) 29:23 \| Gólok \| 02:30 (EQ) – Marek Zachar / 18:35 (PP) – Marek Zachar / 55:34 (PP) – Vojtech Budik \| |             |                                                                                    |             |                                                                                     |
| 16 perc | Büntetések  | 10 perc                                                                            |             |                                                                                     |
| 16 | Lövések     | 29                                                                                 |             |                                                                                     |
| Marian Studenic – (EQ) 29:23 | Gólok       | 02:30 (EQ) – Marek Zachar / 18:35 (PP) – Marek Zachar / 55:34 (PP) – Vojtech Budik |             |                                                                                     |

### B csoport
| Nemzet      | M | Gy | HGy | HV | V | G+ | G- | Gk  | P |
| ----------- | - | -- | --- | -- | - | -- | -- | --- | - |
| Oroszország | 2 | 2  | 0   | 0  | 0 | 8  | 2  | +6  | 6 |
| Finnország  | 2 | 1  | 0   | 0  | 1 | 12 | 4  | +8  | 3 |
| Ausztria    | 2 | 0  | 0   | 0  | 2 | 1  | 15 | -14 | 0 |

| 2015. január 26. 18:30 | Oroszország | 3–2 (1–1, 1–0, 1–1) | Finnország | Montafon Aktivpark, Tschagguns Nézőszám: 800 |

| Jegyzőkönyv | Jegyzőkönyv | Jegyzőkönyv                                               | Jegyzőkönyv | Jegyzőkönyv                                                                          |
| --- | ----------- | --------------------------------------------------------- | ----------- | ------------------------------------------------------------------------------------ |
| |             |                                                           |             | Játékvezetők: Roland Kellner Kristijan Nikolic Vonalbírók: Gerald Mutz Daniel Sparer |
| \| Platon Popow – (EQ) 19:39 / Maksim Bain – (EQ) 35:59 / Nikita Popugajew – (PP1) 52:15 \| Gólok \| 07:01 (EQ) – Aapeli Rasanen / 47:40 (EQ) – Aapeli Rasanen \| |             |                                                           |             |                                                                                      |
| 14 perc | Büntetések  | 8 perc                                                    |             |                                                                                      |
| 14 | Lövések     | 35                                                        |             |                                                                                      |
| Platon Popow – (EQ) 19:39 / Maksim Bain – (EQ) 35:59 / Nikita Popugajew – (PP1) 52:15                                                                             | Gólok       | 07:01 (EQ) – Aapeli Rasanen / 47:40 (EQ) – Aapeli Rasanen |             |                                                                                      |

| 2015. január 27. 18:30 | Ausztria | 0–5 (0–2, 0–3, 0–0) | Oroszország | Montafon Aktivpark, Tschagguns Nézőszám: 800 |

| Jegyzőkönyv | Jegyzőkönyv | Jegyzőkönyv | Jegyzőkönyv | Jegyzőkönyv                                                                      |
| --- | ----------- | --- | ----------- | -------------------------------------------------------------------------------- |
| |             | |             | Játékvezetők: Florian Hofer Roland Kellner Vonalbírók: Gerald Mutz Daniel Sparer |
| \| \| Gólok \| 09:41 (EQ) – Platon Popow / 15:05 (EQ) – Georgij Iwanow / 30:51 (PS) – Watalij Abramow / 31:18 (PP1) – Dmitrij Sokołow / 37:22 (PP1) – Maksim Bain \| |             | |             |                                                                                  |
| 14 perc | Büntetések  | 10 perc |             |                                                                                  |
| 12 | Lövések     | 30 |             |                                                                                  |
| | Gólok       | 09:41 (EQ) – Platon Popow / 15:05 (EQ) – Georgij Iwanow / 30:51 (PS) – Watalij Abramow / 31:18 (PP1) – Dmitrij Sokołow / 37:22 (PP1) – Maksim Bain |             |                                                                                  |

| 2015. január 28. 18:30 | Finnország | 10–1 (4–0, 2–0, 4–1) | Ausztria | Montafon Aktivpark, Tschagguns Nézőszám: 800 |

| Jegyzőkönyv | Jegyzőkönyv | Jegyzőkönyv                     | Jegyzőkönyv | Jegyzőkönyv                                                                           |
| --- | ----------- | ------------------------------- | ----------- | ------------------------------------------------------------------------------------- |
| |             |                                 |             | Játékvezetők: Roland Kellner Kristijan Nikolic Vonalbírók: Florian Feix Daniel Sparer |
| \| Otto Koivula – (EQ) 02:04 / Pete Niemi – (EQ) 08:33 / Otto Makinen – (PP1) 14:32 / Olli Juolevi – (EQ) 17:20 / Eetu Tuulola – (EQ) 21:32 / Aapeli Rasanen – (EQ) 37:28 / Otto Makinen – (EQ) 45:15 / Aapeli Rasanen – (EQ) 45:59 / Aapeli Rasanen – (EQ) 48:11 / Kristian Vesalainen – (EQ) 52:35 \| Gólok \| 53:27 (PP1) – Jan Michael Bluml \| |             |                                 |             |                                                                                       |
| 4 perc | Büntetések  | 10 perc                         |             |                                                                                       |
| 45 | Lövések     | 7                               |             |                                                                                       |
| Otto Koivula – (EQ) 02:04 / Pete Niemi – (EQ) 08:33 / Otto Makinen – (PP1) 14:32 / Olli Juolevi – (EQ) 17:20 / Eetu Tuulola – (EQ) 21:32 / Aapeli Rasanen – (EQ) 37:28 / Otto Makinen – (EQ) 45:15 / Aapeli Rasanen – (EQ) 45:59 / Aapeli Rasanen – (EQ) 48:11 / Kristian Vesalainen – (EQ) 52:35                                                   | Gólok       | 53:27 (PP1) – Jan Michael Bluml |             |                                                                                       |

## Helyosztók

### 5. helyért
| 2015. január 29. 15:00 | Szlovákia | 9–1 (3–0, 3–0, 3–1) | Ausztria | Montafon Aktivpark, Tschagguns Nézőszám: 800 |

| Jegyzőkönyv | Jegyzőkönyv | Jegyzőkönyv               | Jegyzőkönyv | Jegyzőkönyv                                                                          |
| --- | ----------- | ------------------------- | ----------- | ------------------------------------------------------------------------------------ |
| |             |                           |             | Játékvezetők: Michael Graber Kristijan Nikolic Vonalbírók: Florian Feix Patrick Kalb |
| \| Samuel Bucek – (EQ) 06:27 / Adam Ruzicka – (EQ) 09:19 / Patrik Hrehorcak – (EQ) 12:44 / Dominik Vitek – (SH1) 23:33 / Milos Roman – (EQ) 35:06 / Patrik Hrehorcak – (EQ) 39:24 / Samuel Rudy – (PP1) 50:08 / Adam Ruzicka – (PP2) 53:26 / Samuel Solensky – (EQ) 55:55 \| Gólok \| 43:25 (PP1) – Timo Demuth \| |             |                           |             |                                                                                      |
| 12 perc | Büntetések  | 14 perc                   |             |                                                                                      |
| 29 | Lövések     | 9                         |             |                                                                                      |
| Samuel Bucek – (EQ) 06:27 / Adam Ruzicka – (EQ) 09:19 / Patrik Hrehorcak – (EQ) 12:44 / Dominik Vitek – (SH1) 23:33 / Milos Roman – (EQ) 35:06 / Patrik Hrehorcak – (EQ) 39:24 / Samuel Rudy – (PP1) 50:08 / Adam Ruzicka – (PP2) 53:26 / Samuel Solensky – (EQ) 55:55                                             | Gólok       | 43:25 (PP1) – Timo Demuth |             |                                                                                      |

### Bronzmérkőzés
| 2015. január 29. 18:30 | Svájc | 2–4 (1–2, 0–2, 1–0) | Finnország | Montafon Aktivpark, Tschagguns Nézőszám: 800 |

| Jegyzőkönyv | Jegyzőkönyv | Jegyzőkönyv | Jegyzőkönyv | Jegyzőkönyv                                                                      |
| --- | ----------- | --- | ----------- | -------------------------------------------------------------------------------- |
| |             | |             | Játékvezetők: Florian Hofer Roland Kellner Vonalbírók: Gerald Mutz Daniel Sparer |
| \| Nico Hischier – (PP1) 07:46 / Dominik Volejnicek – (EQ) 40:11 \| Gólok \| 00:28 (EQ) – Sami Moilanen / 09:30 (EQ) – Janne Kuokkanen / 21:37 (PP1) – Kristian Vesalainen / 24:25 (EQ) – Eetu Tuulola \| |             | |             |                                                                                  |
| 4 perc | Büntetések  | 8 perc |             |                                                                                  |
| 13 | Lövések     | 31 |             |                                                                                  |
| Nico Hischier – (PP1) 07:46 / Dominik Volejnicek – (EQ) 40:11 | Gólok       | 00:28 (EQ) – Sami Moilanen / 09:30 (EQ) – Janne Kuokkanen / 21:37 (PP1) – Kristian Vesalainen / 24:25 (EQ) – Eetu Tuulola |             |                                                                                  |

### Döntő
| 2015. január 30. 15:00 | Csehország | 5–9 (1–2, 2–2, 2–5) | Oroszország | Montafon Aktivpark, Tschagguns Nézőszám: 1500 |

| Jegyzőkönyv | Jegyzőkönyv | Jegyzőkönyv | Jegyzőkönyv | Jegyzőkönyv                                                                         |
| --- | ----------- | --- | ----------- | ----------------------------------------------------------------------------------- |
| |             | |             | Játékvezetők: Thomas Berneker Michael Graber Vonalbírók: Patrick Kalb Daniel Marent |
| \| Matous Belohorsky – (PP1) 02:00 / Ondrej Najman – (PP1) 26:10 / David Kofron – (EQ) 29:25 / Matyas Kacirek – (EQ) 49:38 / Tomas Smerha – (EQ) 54:13 \| Gólok \| 17:09 (EQ) – Maksim Bain / 19:24 (PP1) – Watalij Abramow / 23:31 (PP1) – Nikita Popugajew / 33:07 (EQ) – Michaił Meszczerjakow / 43:21 (EQ) – Platon Popow / 43:48 (EQ) – Dmitrij Sokołow / 48:26 (EQ) – Dmitrij Sokołow / 53:02 (PP1) – Nikita Popugajew / 55:30 (EQ) – Maksim Bain \| |             | |             |                                                                                     |
| 45 perc | Büntetések  | 37 perc |             |                                                                                     |
| 40 | Lövések     | 37 |             |                                                                                     |
| Matous Belohorsky – (PP1) 02:00 / Ondrej Najman – (PP1) 26:10 / David Kofron – (EQ) 29:25 / Matyas Kacirek – (EQ) 49:38 / Tomas Smerha – (EQ) 54:13 | Gólok       | 17:09 (EQ) – Maksim Bain / 19:24 (PP1) – Watalij Abramow / 23:31 (PP1) – Nikita Popugajew / 33:07 (EQ) – Michaił Meszczerjakow / 43:21 (EQ) – Platon Popow / 43:48 (EQ) – Dmitrij Sokołow / 48:26 (EQ) – Dmitrij Sokołow / 53:02 (PP1) – Nikita Popugajew / 55:30 (EQ) – Maksim Bain |             |                                                                                     |

## Végeredmény
| Helyezés | Nemzet      | M | Gy | HGy | HV | V | G+ | G- | Gk  | P |
| -------- | ----------- | - | -- | --- | -- | - | -- | -- | --- | - |
| Arany    | Oroszország | 3 | 3  | 0   | 0  | 0 | 17 | 7  | +10 | 9 |
| Ezüst    | Csehország  | 3 | 2  | 0   | 0  | 1 | 16 | 12 | +4  | 6 |
|          |             |   |    |     |    |   |    |    |     |   |
| Bronz    | Finnország  | 3 | 2  | 0   | 0  | 1 | 16 | 6  | +10 | 6 |
| 4.       | Svájc       | 3 | 0  | 1   | 0  | 2 | 6  | 13 | -7  | 2 |
|          |             |   |    |     |    |   |    |    |     |   |
| 5.       | Szlovákia   | 3 | 1  | 0   | 1  | 1 | 11 | 6  | +5  | 4 |
| 6.       | Ausztria    | 3 | 0  | 0   | 0  | 3 | 2  | 24 | –22 | 0 |